# حاجی‌علی‌لار، شمکور
حاجی‌علی‌لار، شمکور (به ترکی آذربایجانی: Hacıalılar) یک منطقهٔ مسکونی در جمهوری آذربایجان است که در شهرستان شمکور واقع شده‌است. حاجی‌علی‌لار ۴۸۱ نفر جمعیت دارد.